# L'Accident (film, 1912)
Pour les articles homonymes, voir Accident (homonymie).
Pour plus de détails, voir Fiche technique et Distribution.
L'Accident est un film muet français réalisé par Louis Feuillade et sorti en 1912.
Ce film fait partie de la série La Vie telle qu'elle est.

## Fiche technique
- Titre : L'Accident
- Réalisation : Louis Feuillade
- Scénario : Louis Feuillade
- Société de production : Société des Établissements L. Gaumont
- Pays d'origine :  France
- Langue : film muet avec les intertitres en français
- Format : Noir et blanc — 35 mm — 1,33:1 — Muet
- Métrage : 495 m
- Genre : Film dramatique
- Durée : 16 minutes
- Date de sortie : 
  -  France : 19 avril 1912

## Distribution
- Yvette Andréyor : Andrée Dorfeuil
- Renée Carl : Renée d'Anglade
- Paul Manson : Le valet de chambre
- René Navarre : Georges d'Anglade